# Akademisches Gymnasium (Prag)
Das Akademische Gymnasium (tschechisch Akademické gymnázium) in Prag ist die traditionsreichste Schule in Tschechien. Sie geht auf Vorgängereinrichtungen seit 1556 zurück.

## Geschichte

### Jesuitenkolleg 1556–1773
1556 gründete der Jesuitenorden eine Niederlassung in Prag im Clementinum und darin ein Gymnasium. Dieses war das zweite im Habsburgerreich nach Wien (1553). Bereits 1562 erhielt es das Recht, niedere akademische Titel (unterhalb von Promotionen) zu vergeben und trug deshalb die Bezeichnung Akademisches Gymnasium. Es stand damit in Konkurrenz zur renommierten Karlsuniversität. 1616 wurde es zu einer eigenständigen katholischen Universität erhoben und später mit der Karlsuniversität strukturell zusammengelegt.
1773 wurde der Orden aufgelöst.

### (Akademisches) Gymnasium 1773–1918
Danach übernahmen offenbar Prämonstratenser die Leitung des Akademischen Gymnasiums. Seit dem späten 18. Jahrhundert war die offizielle Unterrichtssprache Deutsch. Die meisten Schüler blieben jedoch tschechischer Herkunft. In der Schule wurde nun im Geiste des aufgeklärten Absolutismus gelehrt, auch naturwissenschaftliche Fächer wurden unterrichtet.
In den folgenden Jahrzehnten nahmen die Bestrebungen zu, Tschechisch als überwiegende Unterrichtssprache zu etablieren.
Seit 1836 wurde dieses unter dem ersten weltlichen Direktor Josef Jungmann weiter verstärkt.
Im Revolutionsjahr 1848 wurde auf dem Hof des Gymnasiums die tschechisch-nationalistische St. Wenzels-Bruderschaft gegründet, ebenso entstand eine revolutionäre tschechische Schülerzeitung.
In den Jahren nach dem Scheitern der Revolution gab es zeitweise einen stärkeren Germanisierungsdruck, der aber an der tschechischen Grundstruktur der Schule nicht viel änderte.
Die offizielle Bezeichnung lautete in dieser Zeit K. K. Altstädter (akademisches) Staats-Gymnasium. Wahrscheinlich gab es aber die besonderen akademischen Zusatzprivilegien nicht mehr, die Bezeichnung akademisch war wahrscheinlich nur noch traditionell. 1870 war der Standort noch immer im Clementinum in der Altstadt, ab etwa 1880 dann Nabeřežny (jetzt Smetana-Ufer). Seit dieser Zeit lautete der offizielle Zusatz (mit böhmischer Unterrichtssprache), in Unterscheidung zum neu gegründeten Altstädter Gymnasium (mit deutscher Unterrichtssprache). Um 1890 unterstützte es aktiv die Gründung des ersten mitteleuropäischen Mädchengymnasiums „Minerva“.
1893 gründeten Schüler/Studenten des Gymnasiums den Fußballklub ČFK Kickers, der 1896 die erste inoffizielle böhmische Meisterschaft gewann, kurz danach aber aufgelöst wurde.

### Gymnasium 1919–1945
Ab 1919 verstärkte sich die Bedeutung nach dem Verschwinden der vier renommierten deutschsprachigen Gymnasien wahrscheinlich noch einmal. Neuer Standort wurde Na příkopě (Am Graben) im ehemaligen traditionsreichen deutschen Neustädter Gymnasium.
Auch nach der deutschen Besetzung 1939 blieb es als fast einziges Gymnasium in der Stadt bestehen.

### Gymnasium und Oberschule 1945–1990
Nach 1945 wurde der Standort in die Stephansgasse 22 (Štěpánská 22) in das Gebäude des vormaligen Stephansgymnasiums verlegt.
1953 wurde es in eine 11-klassige und 1960 in eine 12-klassige Allgemeinbildende Oberschule umgewandelt.

### Gymnasium seit 1991
1991 erhielt es die historische Bezeichnung Akademisches Gymnasium zurück, allerdings ohne die historischen erweiterten universitären Rechte. Gegenwärtig (2022) gibt es vier Jahrgangsstufen.

## Persönlichkeiten
Am Akademischen Gymnasium unterrichteten prominente tschechische Persönlichkeiten, wie der Pädagoge Josef Jungmann, der Komponist Bedřich Smetana, die Schriftsteller Jan Neruda und Karel Čapek  und der spätere Außenminister Jan Masaryk.
Zu den bekanntesten Schülern gehörte der spätere Präsident Václav Havel (1954).